# Timbuktu (película)
Timbuktu es una película dramática franco-mauritana de 2014 dirigida por Abderrahmane Sissako.
Fue seleccionada para competir por la Palma de Oro del Festival de Cannes, en el que ganó el Premio del Jurado Ecuménico y el François Chalais. También fue nominada en la 87.ª edición de los Premios Óscar en la categoría mejor película de habla no inglesa.
El filme está ambientado en Tombuctú durante la Guerra de Malí en la que el grupo terrorista islámico Ansar Dine ocupó el territorio norte maliense. La producción está inspirada en los sucesos de 2012, cuando una pareja (no casada) fue lapidada en Aguelhok.
El rodaje tuvo lugar en Ualata, Hodh el Charqui (sureste de Mauritania).

## Reparto
- Ibrahim Ahmed es Kidane.
- Toulou Kiki es Satima.
- Abel Jafri es Abdelkrim.
- Fatoumata Diawara es Fatou, (cantante).
- Hichem Yacoubi es Yihadista.
- Kettly Noël es Zabou.

## Trama
El tema principal que se trata en la película es una reflexión sobre el fundamentalismo islámico y la libertad. La historia que cuenta la película es la de los habitantes de Tombuctú, tras la llegada de las tropas de Ansar Dine y la imposición de la sharia, la ley coránica como única legislación vigente con las prohibiciones y castigos a su violación que conlleva.
El hilo conductor de la película es la historia de Kidane (Ibrahim Ahmed), su esposa Satima (Toulou Kiki) y su hija Toya (Layla Walet Mohamed). Esta familia tuareg vive  pacíficamente en las afueras de la ciudad, en una jaima, pastoreando su ganado y al margen de las disputas, hasta que un encontronazo con un pescador vecino lo cambia todo y obliga a Kidane a comparecer ante las nuevas autoridades. Mientras se desarrolla esta parte de la trama aparecen otras historias cruzadas, escenas que muestran la resistencia frontal o clandestina a la imposición de la sharia, así como otras en las que se refleja la barbarie y rigurosidad de su aplicación estricta por las fuerzas de Ansar Dine. 
Sin embargo, aunque se condenan y denuncian las acciones de este grupo radical, Sissako no cae en la demonización de los integrantes de Ansar Dine y los retrata como seres humanos complejos con contradicciones, tensiones internas e incoherencias. El personaje más representativo que encarna estas actitudes es Abdelkrim (Abel Jafri), que desea a Satima y la visita cuando Kidane está ausente (aunque desear a una mujer casada vaya contra la sharia), o que fuma a escondidas aunque también es algo que prohíbe la ley coránica. 
Cabe destacar el papel de las mujeres en la película. Contra los tópicos que muestran a las mujeres africanas en un segundo plano y en actitudes sumisas, las mujeres de Sissako son fuertes, decididas, resistentes, valientes. Son las únicas que en el filme presentan una resistencia frontal a las patrullas de Ansar Dine.

## Recepción
| Recepción            | Recepción            | Recepción       | Recepción |
| Autor                | Autor                | Puntuación      | refs.     |
| -------------------- | -------------------- | --------------- | --------- |
| Metacritic           | Metacritic           | 92              |           |
| Rotten Tomatoes      | Rotten Tomatoes      | 94              |           |
| Empire               | Empire               | 4/5 estrellas   |           |
| Entertainment Weekly | Entertainment Weekly | 4.5/5 estrellas |           |
| The Guardian         | The Guardian         | 5/5 estrellas   |           |